# ميخائيل ألين (دراج)
ميخائيل ألين (بالإنجليزية: Michael Allen)‏ هو دراج أمريكي، ولد في 20 مايو 1935 في لوس أنجلوس في الولايات المتحدة.

## وصلات خارجية
- مايكل ألين على موقع أوليمبيديا (الإنجليزية)